# 康定鼠尾草
康定鼠尾草（学名：Salvia prattii）为唇形科鼠尾草属的植物，为中国的特有植物。分布在中国大陆的四川、青海等地，生长于海拔3,750米至4,800米的地区，一般生于山坡草地上，目前已由人工引种栽培。